# Mickey McGowan
Mickey McGowan (* 1946 in Los Angeles, Kalifornien) ist ein US-amerikanischer Videokünstler.

## Leben
Mickey McGowan wurde als Sohn eines Feuerwehrmanns geboren. 1974 eröffnete er mit Dickens Bascom das Unknown Museum in Mill Valley in Kalifornien.
In Zusammenarbeit mit Chip Lord entstand 1984 das Video Easy Living, welches 1987 auf der documenta 8 gezeigt wurde und sich in der Sammlung des Museum of Modern Art befindet.